# Energia nucleare in Cecoslovacchia
Nel 1992 l'energia nucleare in Cecoslovacchia generava oltre un quarto dell'energia elettrica prodotta in totale nel Paese.
Erano presenti in questa nazione 4 centrali elettronucleari in funzione che disponevano complessivamente di 8 reattori operativi, 4 in costruzione ed 1 dismesso.
Non si stavano edificando nuove centrali elettronucleari.

## Storia
Nel 1958 il governo della Cecoslovacchia decise di costruire il suo primo impianto nucleare, composto da un reattore di tipologia HWGCR da 110 MW presso l'impianto di Bohunice, denominato reattore A1. Questo era stato costruito dalla Škoda fra il 1958 ed il 1972; fu chiuso nel 1977 a seguito di un incidente durante la ricarica del combustibile.
Nel 1972 la costruzione nello stesso impianto dei due reattori V1 di tipologia VVER440 (i primi di questo specifico modello costruiti all'infuori dell'Unione Sovietica), costruiti dalla Atomenergoexport e dalla Škoda ed entrati in funzione all'inizio degli anni ottanta. Nel 1976 iniziò la costruzione dei due reattori V2, entrati in funzione nel 1985. Le due unità V1 furono poi chiuse nel 2006 e nel 2008 come clausole dell'accesso della Slovacchia nell'Unione europea. Nelle unità V2 sono in corso dei miglioramenti la resistenza sismica, il sistema di refrigerazione ed i sistemi delle strumentazioni e di controllo, in funzione dell'estensione della vita dell'impianto a 40 anni (al 2025). La Areva ha sostituito progressivamente i sistemi di controllo, e la Slovenské Elektrárne conta quindi di aumentare la potenza di entrambe le unità a 500 MW lordi.
Nel 1978 iniziò la costruzione dell'impianto di Dukovany con 4 reattori VVER440 di modello V-213 e costruito dalla Škoda Praha, sono entrati in funzione alla fine degli anni ottanta.
Nel 1982 iniziò la costruzione del secondo impianto ceco, quello di Temelín, inizialmente era pianificato per quattro reattori VVER1000 di tipologia V-320, la Rivoluzione di velluto del 1989 interruppe i lavori dei reattori 3 e 4, a causa di aspre polemiche verso la costruzione dell'impianto. Contemporaneamente a questi due reattori, iniziò la costruzione delle prime due unità VVER440 dell'impianto di Mochovce da parte della Škoda che entrarono in funzione alla fine degli anni novanta, subendo in seguito numerosi upgrade dei sistemi e della potenza. I lavori per le unità 3 e 4, uguali alle precedenti, iniziate nel 1986 e sospese nel 1993, sono ricominciati nel corso del 2009.

## Sviluppo del programma nucleare
Prima della rivoluzione di velluto era prevista una notevole espansione della capacità nucleare, tramite la costruzione degli impianti di Temelín e Mochovce. I piani si interruppero per svariate ragioni e furono ripresi solo anni dopo.

## Reattori di ricerca
L'Istituto di ricerche nucleari di Řež ceco fu fondato nel 1955 dietro un accordo fra la Cecoslovacchia e l'Unione Sovietica, successivamente l'istituto fu accorpato dentro l'Accademia cecoslovacca delle scienze. L'istituto è localizzato nel villaggio di Řež nel comune di Husinec in Boemia Centrale ad 11 km da Praga. Nel 1992 l'istituto fu privatizzato ed ora è posseduto da ČEZ (52.4%), Slovenské Elektrárne a.s. (27.8%), Škoda (17.4%) e la municipalità di Husinec (2.4%). In questo istituto sono presenti due reattori, un LVR-15 da 10MW andato in criticità nel 1957 ed un LR-0 da 5kW andato in criticità nel 1982. Presso l'Università tecnica della Repubblica Ceca a praga è presente un terzo reattore, lo VR-1 Sparrow da 5kW e critico dal 1990, funzionante in origine ad uranio ad alto arricchimento ed ora ad uranio a basso arricchimento.

## Produzione di uranio
La Cecoslovacchia era un produttore di uranio, la sua produzione storica al 2006 è di 109.845t. La produzione di uranio è diminuita molto velocemente negli anni novanta da 2500t a circa 300-600t/y della successiva Repubblica Ceca a causa del collasso dell'Unione Sovietica e dalla diminuzione del costo del minerale.

## Centrali nucleari
Tutti i dati della tabella sono aggiornati a dicembre 1992
| Reattori operativi |                    |           |                    |                                    |                                   |                        |
| Centrale | Potenza netta (MW) | Tipologia | Inizio costruzione | Allacciamento alla rete            | Produzione commerciale            | Dismissione (prevista) |
| Bohunice (Reattore 1) | 408                | VVER440   | 24 aprile 1972     | 17 dicembre 1978                   | 1º aprile 1980                    |                        |
| Bohunice (Reattore 2) | 408                | VVER440   | 24 aprile 1972     | 26 marzo 1980                      | 1º gennaio 1981                   |                        |
| Bohunice (Reattore 3) | 408                | VVER440   | 1º dicembre 1976   | 20 agosto 1984                     | 14 febbraio 1985                  |                        |
| Bohunice (Reattore 4) | 408                | VVER440   | 1º dicembre 1976   | 9 agosto 1985                      | 18 dicembre 1985                  |                        |
| Dukovany (Reattore 1) | 408                | VVER440   | 1º gennaio 1979    | 24 febbraio 1985                   | 3 maggio 1985                     |                        |
| Dukovany (Reattore 2) | 408                | VVER440   | 1º gennaio 1979    | 30 gennaio 1986                    | 21 maggio 1986                    |                        |
| Dukovany (Reattore 3) | 408                | VVER440   | 1º marzo 1979      | 14 novembre 1986                   | 20 dicembre 1986                  |                        |
| Dukovany (Reattore 4) | 408                | VVER440   | 1º marzo 1979      | 16 giugno 1987                     | 19 luglio 1987                    |                        |
| Totale: 8 reattori per complessivi 3.264 MW |                    |           |                    |                                    |                                   |                        |
| Reattori in costruzione |                    |           |                    |                                    |                                   |                        |
| Centrale | Potenza netta (MW) | Tipologia | Inizio costruzione | Allacciamento alla rete (previsto) | Produzione commerciale (previsto) | Costo (previsto)       |
| Mochovce (Reattore 1) | 408                | VVER440   | 13 ottobre 1983    | N.D.                               | N.D.                              |                        |
| Mochovce (Reattore 2) | 408                | VVER440   | 13 ottobre 1983    | N.D.                               | N.D.                              |                        |
| Mochovce (Reattore 3) | 408                | VVER440   | 27 gennaio 1987    | N.D.                               | N.D.                              |                        |
| Mochovce (Reattore 4) | 408                | VVER440   | 27 gennaio 1987    | N.D.                               | N.D.                              |                        |
| Temelín (Reattore 1) | 963                | VVER1000  | 1º febbraio 1987   | N.D.                               | N.D.                              |                        |
| Temelín (Reattore 2) | 963                | VVER1000  | 1º febbraio 1987   | N.D.                               | N.D.                              |                        |
| Totale: 6 reattori per circa 3.558 MW |                    |           |                    |                                    |                                   |                        |
| Reattori dismessi |                    |           |                    |                                    |                                   |                        |
| Centrale | Potenza netta (MW) | Tipologia | Inizio costruzione | Allacciamento alla rete            | Produzione commerciale            | Dismissione            |
| Bohunice (Reattore A1) | 93                 | HWGCR     | 1º agosto 1958     | 25 dicembre 1972                   | 25 dicembre 1972                  | 22 febbraio 1977       |
| Totale: 1 reattori per complessivi 93 MW |                    |           |                    |                                    |                                   |                        |
| NOTE: - La normativa in vigore prevede la possibilità di sostituzione e/o aumento del parco reattori al termine del ciclo vitale degli impianti ancora in funzione. |                    |           |                    |                                    |                                   |                        |